# Pi de la Taula
Pi de la Taula (π Mensae) és una estrella de la constel·lació de la Taula de magnitud aparent +5,65. A només 10º del pol sud celeste, és la desena estrella més brillant de la constel·lació. El 2001 es va anunciar el descobriment d'un planeta orbitant al voltant d'aquesta estrella.
Pi de la Taula és una nana groga de tipus espectral G0V o G1V, encara que també ha estat catalogada com a estrella subgegant. Amb una temperatura de 5.996 K, la lluminositat és un 49% superior a la del Sol i el seu radi és un 14% més gran que el radi solar. La seva metal·licitat és elevada, com a la major part de les estrelles on s'han detectat planetes, encara que només un 23% més gran que la del Sol
Pi Mensae ocupa l'últim lloc entre els 100 objectius prioritaris del Terrestrial Planet Finder (TPF) per a la recerca de planetes terrestres que puguin albergar vida.

## Sistema planetari
L'objecte que orbita al voltant de Pi de la Taula, Pi de la Taula b, té una massa mínima 10,35 vegades més gran que la de Júpiter, pel que en realitat pot ser un planeta extrasolar o nana marró, ja que la diferència entre els dos objectes s'estableix al voltant de 13 vegades la massa de Júpiter. El període orbital és de 5,65 anys i es mou en una òrbita clarament  excèntrica a 3,29  UA de l'estrella principal, variant aquesta distància entre 2,1 ua i 5,3 ua.
| Company (En ordre des de l'estrella) | Massa (MJ) | Període Orbital (dies) | Eix semimajor (AU) | Excentricitat |
| ------------------------------------ | ---------- | ---------------------- | ------------------ | ------------- |
| b                                    | >10,35     | 2063,818               | 3,29               | 0,62          |